# John Musa
John Musa (nascido em 6 de março de 1950) é um ex-ciclista zimbabwano. Ele representou seu país em dois eventos: velocidade e contrarrelógio (1 000 m), durante os Jogos Olímpicos de Verão de 1980.